# L'univers est un ninja
L'univers est un ninja est une série de bande dessinée créée par Alex A. éditée par Presse Aventure prévue en 6 tomes,.
La série se passe dans le même univers que L'Agent Jean !, mais se situe des milliers d'années avant que cette dernière commence.

## Résumé
Lors de la création de l'univers, un artéfact appelé le Grand A apparut. Ce dernier donna naissance à 6 dieux de couleurs différentes: 3 créateurs (fondateurs du monde d'Ataria) et leur contraire.
Des années après, la guerre éclatait entre les Ninja célestes de Célius (Le dieu bleu à tête de cerveau) et son contraire Colbert (Le dieu rouge à tête de cône). Pendant cette guerre, le Grand A fut détruit, annihilant les pouvoirs des dieux et la race des ninjas fut presque éteinte. Six cents ans plus tard, l'un des seuls survivants, un jeune ninja appelé Iyo , découvre qu"il est l'espoir pour faire renaître la magie dans l'univers. Il se voit donné comme mission de retrouver 6 artéfacts créés à partir de fragments du Grand A dans le monde d'Ataria pour aider les dieux à retrouver leur puissance et à reformer le Grand A.

## Albums
Le nom des tomes reflète l'une des couleurs des dieux et énergies de l'univers d'Alex A.
1. Le Livre bleu (16 novembre 2016)
2. Le Livre jaune (novembre 2017)
3. Le Livre mauve (avril 2019)
4. Le Livre vert (y compris Le Livre noir) (mai 2021)
5. Le livre blanc (mars 2023)
6. Le livre rouge (27 mars 2024)

## Personnages

### Héros
- Iyo : Héros de la série, un des derniers survivants de la race des ninjas et l'incarnation du pouvoir du Grand A. Il est destiné à restaurer la magie dans le monde. Il est très timide et il ne parle jamais.
- Lumière : Cheval Jaune, il est le meilleur ami d'Iyo et ne s'arrête jamais de parler.
- Mona : Guide d'Ataria, elle peut se révéler utile dans les aventures d'Iyo.
- Mel : L'incarnation de la première pensée joyeuse de Meldora. Elle peut voler, lire les pensées des dieux et posséder des gens.

### Dieux
- Célius : Dieu bleu à tête de cerveau. Il est le dieu de la conscience et est le créateur d'Ataria et de la race des ninjas. Depuis la chute du Grand A, il est devenu programmeur informatique.
- Luceta : Déesse jaune à tête d'ampoule. Elle est la déesse de la lumière. Après la chute du Grand A, elle a fondé une compagnie d’ampoules pour laquelle Iyo et Lumière travaillaient avant leur aventure. Elle apparaît aussi dans L'agent Jean! où elle aurait un lien avec la fondation de l'Agence.
- Meldora: Déesse mauve à tête de pastèque. Elle est la déesse de la tristesse. Depuis la chute du grand A, elle a construit son propre monde.
- Délénor : Dieu vert à tête de dé. Il est le dieu de la matière et c'est lui qui a façonné toute matière existante sur Ataria. Après la chute du Grand A, il s'est retiré sur les îles carrées et est devenu inventeur.
- Déléria : Déesse noire à tête de dé. Elle est la déesse du chaos. Tout ce qu'elle crée ne fait pas de sens. On dit qu'après la chute du Grand A, elle a été bannie d'Ataria et s'est créé un endroit pour vivre. Pourtant, il est révélé qu'elle a été envoyé vers l'autre côté du monde par Délénor.
- Colbert : Dieu orange à tête de cône. Dieu de l'instinct. Après le génocide, il passa de l'orange au rouge et est devenu le dieu de la destruction. Il entra en guerre qui causa le destruction du Grand A. Après la guerre, il fonda une compagnie de cônes pour cacher son vrai but : mettre un fin au monde d'Ataria pour qu'un nouvel univers renaisse.

### Autres
- Ernest : Être égoïste et avec une soif infinie d'argent et de richesses. Lui-même est fait de billets d'argent. Après le deuxième tome, il accompagne Iyo dans ses aventures alors qu'au premier il est contre lui.
- Cathode : Scientifique à l'apparence d'une prise élétrique, elle étudie et vit dans la cratère des Diodes avec son frère jumeau Électrode.
- Électrode : Scientifique à l'apparence d'une prise élétrique, il étudie et vit dans la cratère des Diodes avec sa soeur jumelle Cathode. Lui et sa soeur traversent à travers la cratère dans leur laboratoire mobile. Ils voyagent aussi avec Froggo, un singe bleu qui ressemble à un réfrigérateur à cause d'une mutation génétique.
- Zoz : Crée par le Dieu Colbert, Zoz est fait pour être le contraire de Iyo, et de tous détruire.

### Les peuples
• Les moutons de la Plaine aux Collines : Ils sont des petits moutons qui vivent dans la Plaine des Collines. Ils ont des cornes roses et également des bras et jambes roses. Certains travaillent dans l'usine de fabrication de cones.
•Les ninjas célestes: Ils sont une race de fiers guerriers créés par Célius pour protéger le grand A. Ils ont été presque tout éradiqués durant la guerre contre le dieu Colbert. Ces ninjas sont devenus des spectres liquides bleus après la chute du grand A.
•Les Tultus : Ils sont le peuple du dieu Délénor. Ces créatures ont l'apparence de cochons avec des ailes. Elles vivent sur les îles carrées: le domaine de Délénor. Ils ont été transformés en une armée de valeureux combattants par Délénor pour combattre Déléria, le dieu de chaos. Malhereusement, après la chute du grand A, les Tultus ont perdus leurs ailes.

## Origine
Alex A., l'auteur de la série a créé le Ninja bleu, Iyo, quand il dessinait pour le plaisir, une dizaine d'années avant qu'il publie le premier tome de la série. Au cours des années, il conçoit un univers autour de ce personnage. Les spectres ninjas sont inspirés de son personnage de bd: Bleu. Les dieux Délénor, Luceta et Colbert ont été les premiers à être créés. Le personnage Froggo qu'on voit dans le cinquième tome a été originellement créé pour un autre projet d'album appelé le Frigo. Ce dernier a été abandonné, mais Alex a réutiliser ce personnage.